# Ревуцький Михайло Олександрович
Реву́цький Миха́йло Олекса́ндрович (13 грудня 1925, с. Плоска, нині Путильський район, Чернівецька область — 8 липня 2018, м. Чернівці) — український журналіст, редактор. Член Національної спілки журналістів України (НСЖУ).

## Біографія
Михайло Ревуцький народився 13 грудня 1925 року в селі Плоска (Румунія), що нині вдноситься до Путильського району Чернівецької області (Україна). Закінчив історичний факультет Чернівецького державного університету, відділення журналістики Вищої партійної школи при ЦК Компартії України. Обирався секретарем Путильського райкому ЛКСМУ. З 1956 року працює в засобах масової інформації: редактор Путильської «Зоря Карпат» та Глибоцької районних газет (Чернівецька область), старший редактор обласного радіо, заступник головного редактора, головний редактор Чернівецького телебачення. Керівник прес-служби обласного центру здоров'я в Чернівцях.

## Видання Михайла Ревуцького
- Путила: путівник українською і російською мовами. — Ужгород: Карпати, 1979. — 64 с.
- Путила: путівник. — Ужгород: Карпати, 1985. — 80 с.
- Річенька дитинства: поезії. — Чернівці. 1995. — 32 с.
- Гуцульські співаночки (у співавторстві з М. Поляком). — Чернівці, 1996. — 148 с.
- З семи плаїв: легенди та перекази Буковини. — Чернівці: Захист, 1997. — 120 с.
- Край шовкової косиці: Присвячується 500-річчю першої писемної згадки про Путилу. — Чернівці: Зелена Буковина, 2002. — 80 с.
- І радість, і печаль…: поезії. — Вінниця: ARCUS, 2002. — 108 с.
- Ой, заграв би на флоярі. — Чернівці: Зелена Буковина, 2003. — 120 с.
- Вінчую, Вас друзі!. — Чернівці, 2005. — 84 с.
- І зацвіла калина навесні: поезії, колядки, літературні молитви, легенди, перекази. — Чернівці: ВІЦ «Місто», 2008. — 252 с.
- Храм мого дитинства: [До сторічного ювілею (1911—2011) церкви апостолів Петра і Павла в селі Плоска Путильського району]. — Чернівці, 2010. — 70 с. — ISBN 996-8300-18-1.
- Троянда для дружини (В серці — навіки). — Чернівці: ВІЦ «Місто», 2011. — 96 с.
- Там, де гори сині: Штрихи до родоводу [Літературний редактор Михайло Брозинський. Рецензент Юхим Гусар]. — Вінниця: ТОВ «Ландо ЛТД», 2013.- 233 с. — ISBN 979-966-2665-15-4.

## Біографічні джерела
- Ревуцький Михайло Олександрович // Засоби масової інформації Чернівецької області. — Чернівці, 1996. — С. 69-70.
- Ревуцький Михайло Олександрович // Інформаційний простір Буковини. — Чернівці: Букрек, 2004.- С. 161. — ISBN 966-8500-17-2.
- [Ревуцький Михайло // Поляк М. П. Путильщина — край едельвейсів / Михайло Поляк. — Чернівці: Петрович і Петрівна, 2011].- С. 138—140. — ISBN 966-407-003-3.
- Гусар Ю. 13 грудня народився публіцист, краєзнавець, член Національної спілки журналістів України М. Ревуцький (1925) /Юхим Гусар // Вечірні Чернівці. — 2007. — 6 грудня (№ 49). — С. 6.
- Гусар Ю. Співець садубожественних пісень [до 90-річчя Михайла Ревуцького]/ Юхим Гусар //Буковинське віче. — 2015.- 26листопада (№ 45). — С. 3.
- [13 грудня] — 80 років від дня народження журналіста Михайла Ревуцького (1925) // Пам'ятаймо! (Знаменні та пам'ятні дати Буковини в 2005 році): бібліографічний покажчик / автори-укладачі О. О. Гаврилюк, Ю. В. Боганюк, науковий консультант Ю. С. Гусар. — Чернівці: Видавничий дім «Букрек», 2005. — С. 168—169. — ISBN 966-8500-45-8.
- [Михайло Ревуцький] // Пам'ятаймо! (Знаменні та пам'ятні дати Буковини в 2010 році): бібліографічний покажчик / автори-укладачі О. О. Гаврилюк, Ю. В. Боганюк, науковий консультант Ю. С. Гусар. — Чернівці: Книги — ХХІ, 2009. — С. 360—362. — ББК 91. П 15.
- Гусар Ю. С. Буковинський календар. Грудень — 2010: краєзнавець-публіцист: [про М. О. Ревуцького] / Юхим Гусар // Буковинське віче. — 2010.- 1 грудня (№ 91).- С. 4.
- Гусар Ю. Цвіте калина у душі / Юхим Гусар // Журналіст України. — 2015.- № 22. — с. 41.

## Публікації про Михайла Ревуцького
- Гусар Ю. Садівник саду божествених пісень: штрихи до портрета літератора, краєзнавця, лауреата премії Фонду пам'яті журналіста Григорія Шабашкевича Михайла Олександровича Ревуцького [Серія «Золоті імена Буковини»]/ Юхим Гусар. — Чернівці: ВІЦ «Місто», 2013. — 64 с.; іл.
- Брозинський М. Син Карпат [Михайло Ревуцький] / Михайло Брозинський // Буковина. — 2000. — 13 грудня (№ 95). — С. 2.
- Брозинський М. Гостини в доброї родини: [про М. Ревуцького] / Михайло Брозинський. — Буковина. — 2005. — 14 грудня.
- Брозинський М. Задля зцілення всього сущого на землі: [про книгу М. Ревуцького «І зацвіла калина навесні»] / Михайло Брозинський // Буковинське віче. — 2008. — 19 листопада.
- Гусар Ю. Творчість наших читачів: [про буковинського журналіста М. Ревуцького] / Юхим Гусар // Захист. — 1995. — 30 вересня (№ 9). — С. 5.
- Гусар Ю. Добро від матері-батька (слово про колегу): [до 75-річчя від дня народження М. Ревуцького] / Юхим Гусар. — Чернівці. — 2000. — 8 грудня (№ 50). — С. 5.
- Гусар Ю. Край шовкової косиці — довічна любов [Путила]/Юхим Гусар // Правдивий поступ. — 2003. — грудень. (Рецензія на книгу: Ревуцький М. О. "Ой, заграв би на флоярі / М. О. Ревуцький.- Чернівці: Зелена Буковина, 2003. — 120 с.).
- Гусар Ю. Край шовкової косиці -довжина любові: [про журналіста М. Ревуцького] /Юхим Гусар //Карпати. — 2004. — 10 липня (№ 29). — С. 6.
- Гусар Ю. Край шовкової косиці — довічна любов: [про М. Ревуцького] / Юхим Гусар. — Правдивий поступ. — 2005. — грудень.
- Гусар Ю. Цвітке калина в душі: [85 років М. Ревуцькому, журналісту, члену НСЖУ] / Юхим Гусар // Свобода слова. — 2010. — 9 грудня (ч. 55). — С. 16.
- Гусар Ю. Формула безкінечника [про Михайла Ревуцького] /Юхим Гусар //Буковинське віче. — 2013. — 19 грудня (№ 51).- С. 2.
- Паранюк Л. Серцем писані рядки: [про редактора районних газет, редактора обласного телебачення М. О. Ревуцького] / Любомира Паранюк // М. О. Ревуцький. Зацвіла калина навесні: поезії, колядки, літературні молитви, легенди, перекази. — Чернівці, 2008. — С. 3-5.
- Романюк П. Ювілейна посвята: [вірш присвячений історику, фольклористу, етнографу, журналісту М. О. Ревуцькому] /Петро Романюк // Буковини пишний цвіт / упорядник М. Поляк. — Чернівці, 2011. — С. 204—206.
- Гусар Ю., Дудидра М. Висвіт на ниві журналістики Михайла Ревуцького [до 90-річчя від дня народження] / Юхим Гусар, Марія Дудидра. — Чернівці: Правдивий поступ, 2015.- 28 с., фото М. Ревуцького.

## Відзнаки, нагороди
- Член Національної спілки журналістів України (НСЖУ).
- Почесний громадянин села Плоска Путильського району.
- Степендіат премії Президента України.
- Лауреат премії Фонду пам'яті журналіста Григорія Шабашкевича.
- Почесна грамота НСЖУ.
- Грамота Української православної церкви (Московського патріархату) (2013).